# Élite progressiste
L'élite progressiste (ou élite métropolitaine) est un stéréotype de la vie politique aux États-Unis, qui désigne les membres de l'élite intellectuelle bourgeoise qui ont des opinions politiques proches de la gauche identitaire.

## Concept
Le terme connaît plusieurs variantes, dont celui d'« élite métropolitaine ». Cette appellation souligne l'appartenance de ces élites à des territoires urbains. 
L'élite progressiste est souvent considéré comme étant une élite managériale, dont les emplois ont permis d'accéder à un statut social élevé. Le terme est communément invoqué péjorativement. Il peut sous-entendre que les élites intellectuelles qui prétendent soutenir la classe ouvrière sont eux-mêmes membres des classes dirigeantes, et seraient donc déconnectés des besoins réels des personnes qu'ils prétendent soutenir,.
Selon Joel Kotkin, les classes supérieures auraient adopté ces vingt dernières années des vues sur les sujets environnementaux et sociaux qui seraient fondamentalement en contradiction avec le capitalisme compétitif et la survie d'une classe moyenne dynamique et l'agenda politique écologiste des élites progressistes a appauvri les classes inférieures et moyennes en expulsant les industries de base du territoire et en augmentant ainsi les prix du logement et de l'énergie conduisent à des évènements comme le Brexit, l'élection de Donald Trump en 2016 ou la montée de régimes illibéraux en Europe de l'Est,.